# Eriospermum aribesense
Eriospermum aribesense är en sparrisväxtart som beskrevs av Pauline Lesley Perry. Eriospermum aribesense ingår i släktet Eriospermum och familjen sparrisväxter. Inga underarter finns listade i Catalogue of Life.